# Fresné-la-Mère
Fresné-la-Mère település Franciaországban, Calvados megyében. Lakosainak száma 572 fő (2022. január 1.). Fresné-la-Mère Beaumais, La Hoguette, Morteaux-Coulibœuf, Pertheville-Ners és Villy-lez-Falaise községekkel határos.

## Népesség
A település népességének változása:
| Lakosok száma | 303  | 382  | 425  | 473  | 615  | 639  | 604  | 584  | 580  | 572  |
|               | 1968 | 1982 | 1990 | 2006 | 2013 | 2015 | 2017 | 2019 | 2020 | 2022 |